# St. Jacobi (Wiegersdorf)

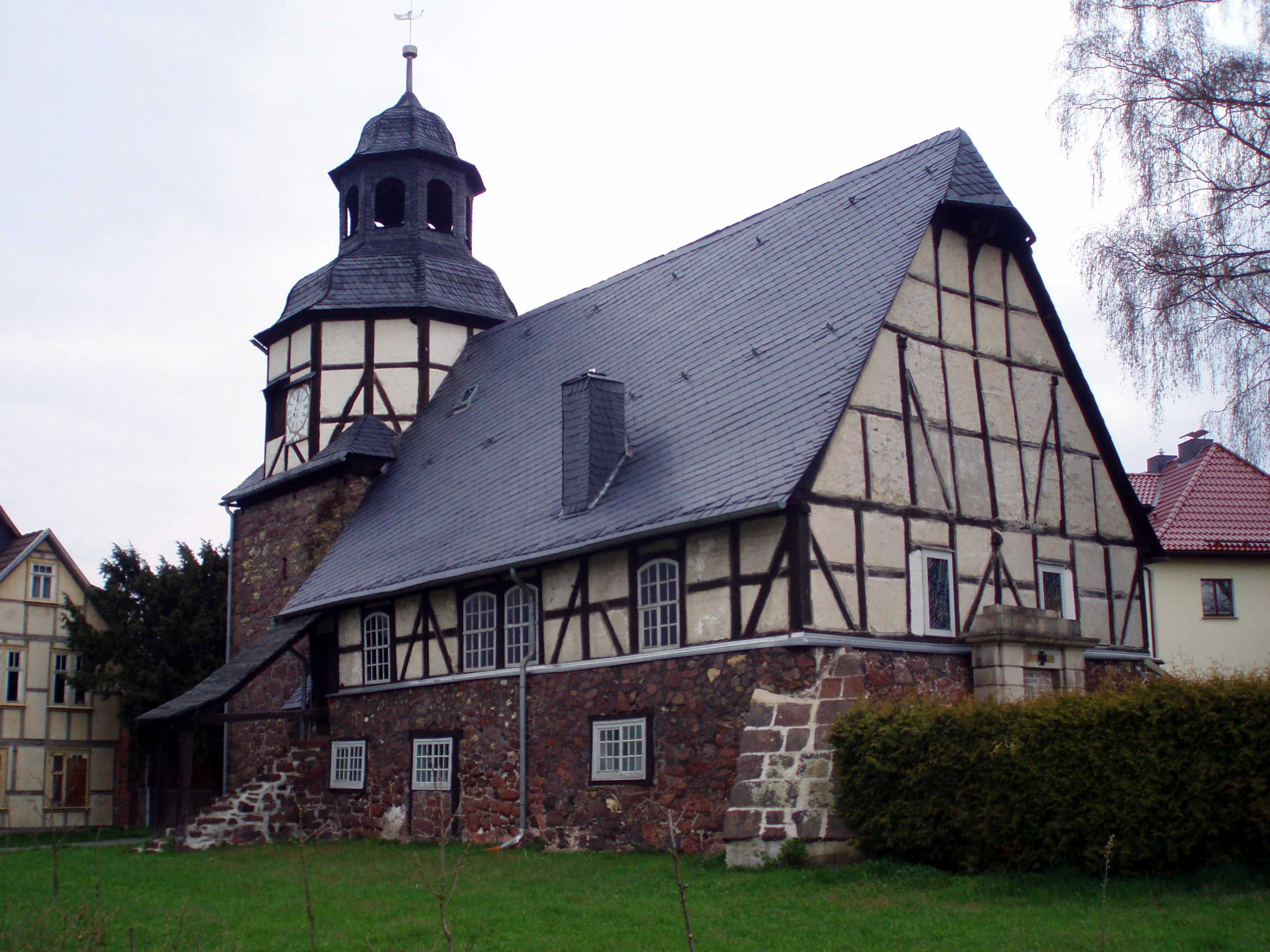
Die Kirche

Die St.-Jacobi-Kirche steht im Ortsteil Wiegersdorf der Gemeinde Harztor im Landkreis Nordhausen in Thüringen.

## Geschichte
Die kleine Siedlung im Harz besaß ab dem 13. Jahrhundert ein Gotteshaus. Die heutige Kirche wurde im 17. Jahrhundert im barocken Stil erbaut. Man verwendete als Baumaterial Porphyr aus dem Harz und für die Obergeschosse Fachwerk.
Hervorzuheben ist die Einzeigeruhr.